# Richard Hageman
Richard Hageman (Leeuwarden, 9 de julho de 1881 — Beverly Hills, 6 de março de 1966) é um compositor estadunidense-holandês. Venceu o Oscar de melhor trilha sonora na edição de 1940 por Stagecoach, ao lado de W. Franke Harling, John Leipold e Leo Shuken.